# Nederland op het Junior Eurovisiesongfestival 2023
Nederland nam deel aan het Junior Eurovisiesongfestival 2023 in Nice, Frankrijk. Het was de 21ste deelname van het land aan het Junior Eurovisiesongfestival. De AVROTROS was verantwoordelijk voor de Nederlandse bijdrage.

## Selectieprocedure
| Plaats | Artiest       | Lied              | Kinderjury | Vakjury | Publiek | Totaal |
| ------ | ------------- | ----------------- | ---------- | ------- | ------- | ------ |
| 1      | Sep & Jasmijn | Holding on to You | 12         | 12      | 12      | 36     |
| 2      | JOY!          | Better together   | 10         | 10      | 9       | 29     |
| 3      | FLARE         | Side by Side      | 8          | 8       | 10      | 26     |
| 4      | Duron         | Magic             | 9          | 9       | 8       | 26     |

## In Nice
Nederland was als zestiende en laatste aan de beurt, net na Duitsland. Nederland eindigde uiteindelijk op de zevende plaats, met 122 punten.
2003 · 2004 · 2005 · 2006 · 2007 · 2008 · 2009 · 2010 · 2011 · 2012 · 2013 · 2014 · 2015 · 2016 · 2017 · 2018 · 2019 · 2020 · 2021 · 2022 · 2023 · 2024
Albanië · Armenië · Duitsland · Estland · Frankrijk · Georgië · Ierland · Italië · Malta · Nederland · Noord-Macedonië · Oekraïne · Polen · Portugal · Spanje · Verenigd Koninkrijk